# Walthère Damery
Walthère Damery, né en 1610 à Liège (Belgique), où il et mort en 1672, est un peintre et graveur d’histoire, de paysage et de portraits. Sa production, bien que proche de la tendance classicisante du foyer liégeois, témoigne également d’une influence de l’École de peinture de Bologne. 

## Biographie
Walthère Damery naît à Liège, à proximité du couvent de Saint-Léonard. Les archives laissent non seulement apparaître une attirance du jeune Walthère pour la peinture mais évoquent également l’existence d’un Simon Damery, parent, selon certains, des Damery qui cultivait tout autant ce goût. Après des études au collège jésuite de Liège, il est confié à un peintre peu connu, Antoine Durbuto, auteur de quelques tableaux d’autels. Le jeune Damery supplante le manque de génie de son mentor par une grande ardeur au travail. 
En 1639, il se rend en Angleterre, où il ne laisse aucune trace, puis à Rome, où sa présence est attestée dans les « Stati d'anime » en 1643. 
Durant son retour, son bateau est arraisonné par des corsaires et il se retrouve captif à Alger. En 1644, après son évasion (ou le paiement d’une rançon), il débarque à Toulon. Il y réalise une majestueuse « Vierge à l'Enfant vénérée par saint Cyprien et saint Honoré », toujours conservée dans la Cathédrale Notre-Dame-de-la-Seds de Toulon.
À Paris, il est engagé par des pères carmes pour décorer la coupole de leur église, l'église Saint-Joseph-des-Carmes, première des deux seules coupoles peintes à Paris au XVIIe siècle.
L'artiste liégeois rentre dans sa cité épiscopale vers 1647. Il s'inscrit alors à la corporation des orfèvres (qui reçoit également les peintres). Une quarantaine de tableaux sont actuellement enregistrés. La plupart sont conservés dans des établissements religieux ou des collections privées de la région liégeoise. 
Comme d'autres peintres liégeois de son époque, Damery exerce son talent au profit d’établissements religieux, dans l’élan de la Réforme catholique, se mettant en évidence plus particulièrement pour ses visions mystiques.
L’artiste acquiert aussi des lettres de noblesse grâce à des portraits et des paysages au sujet desquels il convient de signaler ceux de membres des familles de Bocholtz et Curtius. Ainsi que d'un plafond à huit caissons (représentant les quatre saisons et les quatre éléments) qui décore une salle de l'ancienne commanderie teutonique d'Alden Biesen.

## Style
Doué d’un talent précoce, Damery ne peut cependant pas se targuer de la même aura que son concurrent, Bertholet Flémal. De l’ensemble de sa production, il ressort une certaine orientation baroque italienne et tempérée bien que s’inscrivant dans le mouvement classicisant du foyer liégeois. Comme la plupart des peintres de la Principauté de Liège, il exerce son talent au profit des institutions religieuses, dans l’élan de la Contre-Réforme en peignant notamment des retables d’autel. Cependant, les historiens ont découvert tardivement qu’il avait étayé son catalogue de portraits et de paysages délicats. À ce propos, huit panneaux allégoriques sur le thème des Saisons et des Éléments destinés à la commanderie teutonique des Vieux-Joncs constituent à ce jour les seuls exemples clairement identifiés de ce genre pictural dans la peinture liégeoise du XVIIe siècle.
« Damery imita, dans ses compositions, la manière du Cortone, son maître, et l'aspect de ses peintures aux Carmes de Paris, permet de juger son talent large et facile. Le sentiment religieux y est bien compris, le ton a de l'harmonie et de la vigueur ; il réussissait particulièrement à peindre les enfants nus que l'on trouve souvent dans ses toiles ; ses fonds de paysage sont exécutés avec beaucoup de talent. Toutefois ses derniers tableaux ne valent pas ceux de sa jeunesse. »
— Ad. Siret, Ad. Siret. Biographie nationale T. IV, pp. 652 et suiv. publiée par l'Académie royale des sciences, des lettres et des Beaux-arts de Belgique, Bruxelles, 1897

## Catalogue
- Église d’Olne
- Saint-Trond : Musée d'art religieux, 1987.
- Église Saint-Joseph-des-Carmes, 1613-1620, décor peint vers 1644, rue de Vaugirard, Paris, 6e arrondissement.
- Musées d'Archéologie et d'Arts décoratifs de Liège : Autoportrait[3].

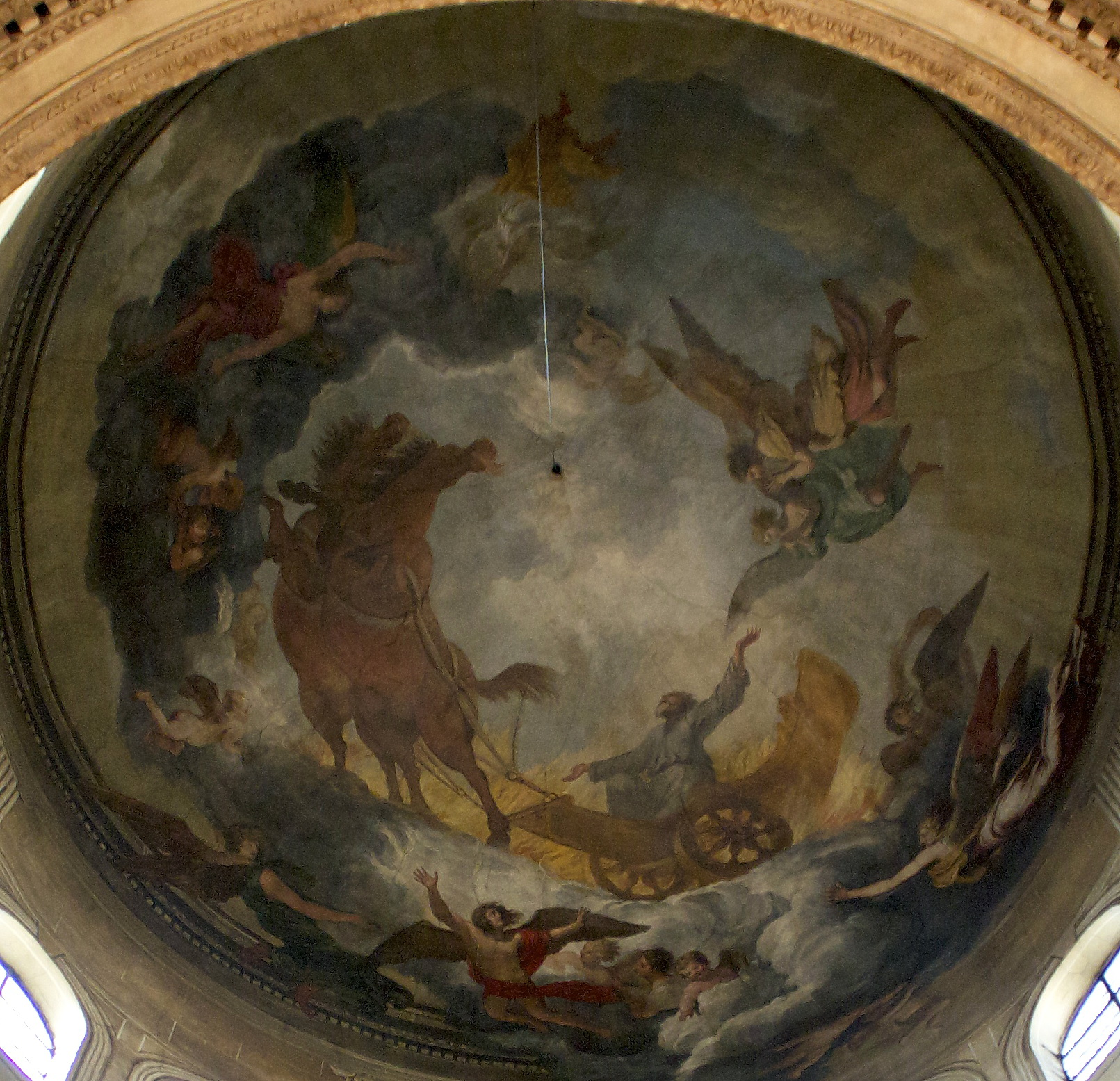
Dôme de l'Église Saint-Joseph-des-Carmes à Paris
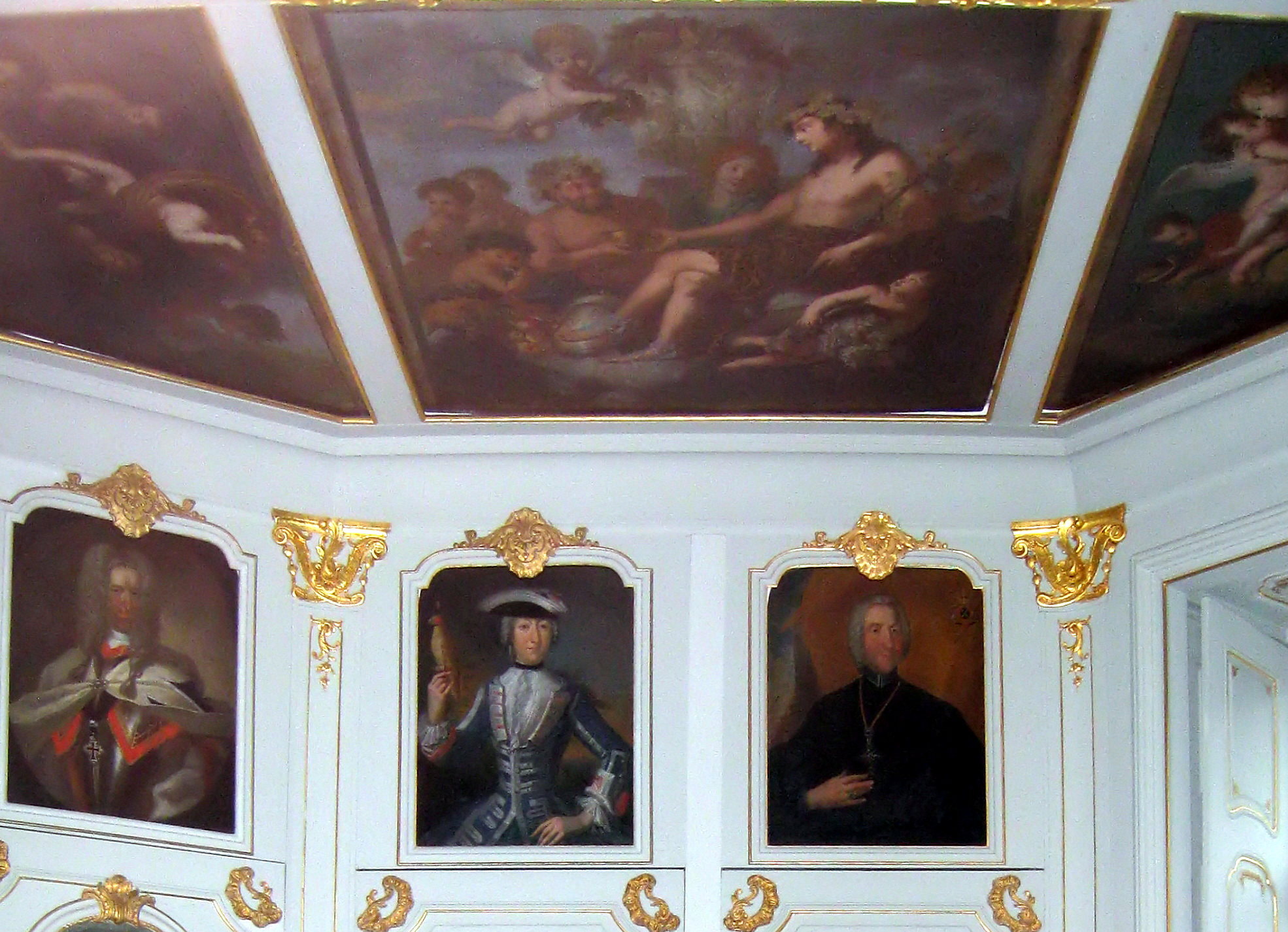
Bibliothèque de la Commanderie d'Alden Biesen
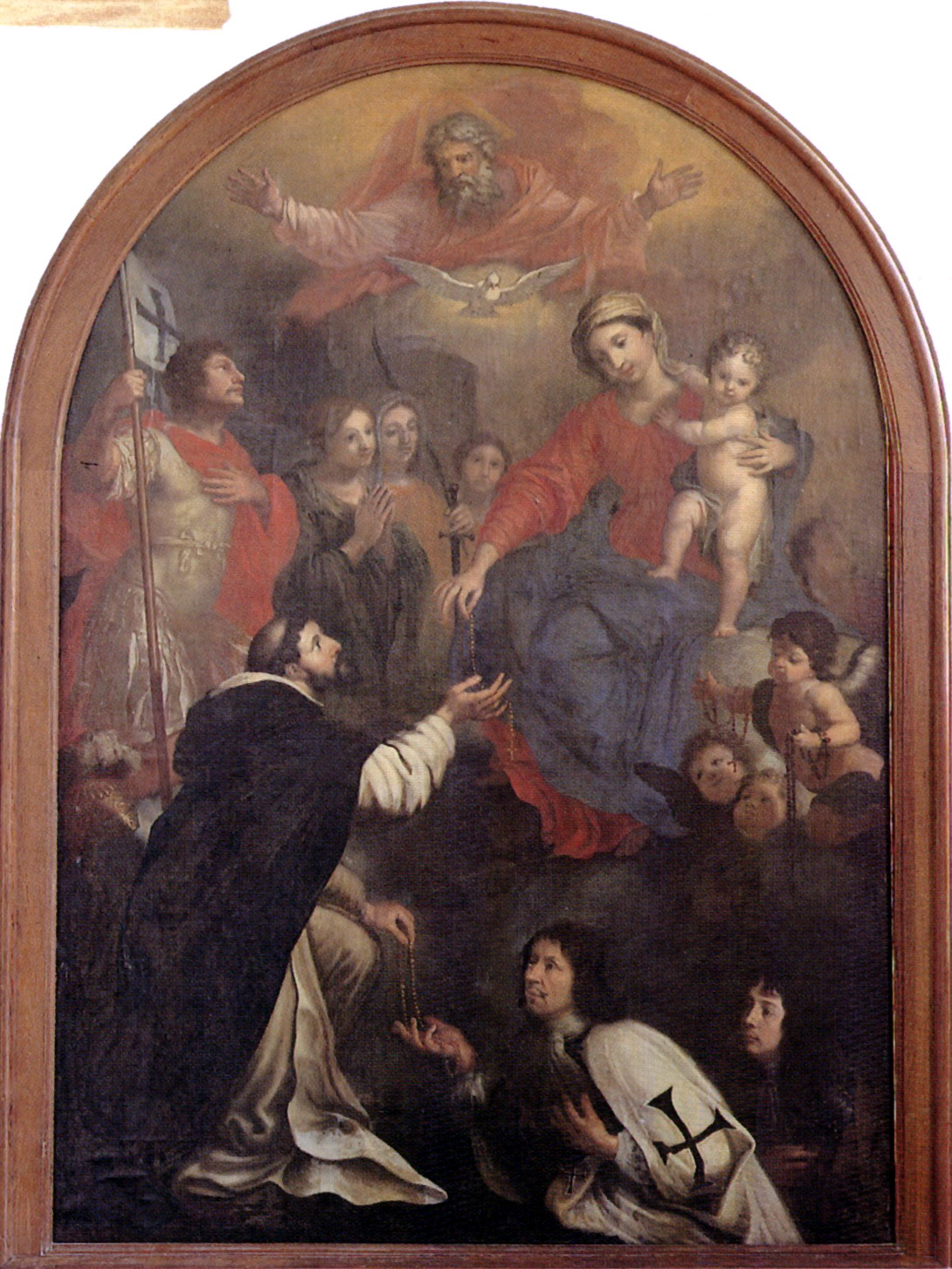
Notre-Dame et Saint Dominic, Commanderie d'Alden Biesen
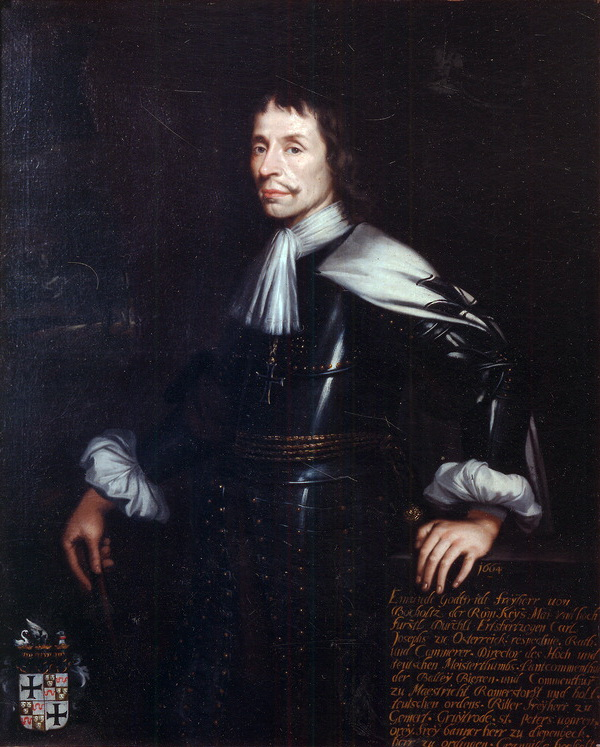
Portrait d'Edmond de Bocholtz, MRBAB, Bruxelles

## Hommage
La rue Damery à Liège, dans le quartier d'Outremeuse, porte son nom.